# Tripteroides longisiphonus
Tripteroides longisiphonus är en tvåvingeart som beskrevs av Dong, Zhou och Zhiming Dong 2001. Tripteroides longisiphonus ingår i släktet Tripteroides och familjen stickmyggor.
Artens utbredningsområde är Yunnan (Kina). Inga underarter finns listade i Catalogue of Life.